# Bataille de Bergen (1799)
Pour l’article homonyme, voir Bataille de Bergen (1759).
Deuxième Coalition
Batailles
Guerre de la Deuxième Coalition
- St George's Caye (navale) (09-1798)
- Nicopolis (10-1798)
- Corfou (11-1798)
- Copenhague (navale) (04-1801)
- Algésiras (navale) (06-1801)

Campagne de Hollande
- Callantsoog (08-1799)
- Vlieter (08-1799)
- Zyp (09-1799)
- Bergen (09-1799)
- Alkmaar (10-1799)
- Castricum (10-1799)

Campagne de Suisse
- Ostrach (03-1799)
- Feldkirch (03-1799)
- 1re Stockach (03-1799)
- Frauenfeld (05-1799) (en)
- Winterthour (05-1799)
- 1re Zurich (06-1799)
- Schwytz (08-1799)
- Amsteg (08-1799) (en)
- Saint-Gothard (09-1799)
- 2e Zurich (09-1799)
- Linth (09-1799) (en)
- Muten (10-1799) (ru)
- Engen (05-1800)
- 2e Stockach (05-1800)
- Moesskirch (05-1800)
- Biberach (05-1800)
- Erbach (05-1800)
- Höchstädt (06-1800)
- Ampfing (12-1800)
- Hohenlinden (12-1800)

Campagne d'Égypte
- Malte 1 (06-1798)
- Malte 2 (06-1798)
- Alexandrie (07-1798)
- Chebreiss (07-1798)
- Pyramides (07-1798)
- 1re Aboukir (08-1798)
- Salheyeh (08-1798)
- Malte 3 (09-1798)
- Sédiman (10-1798)
- Caire (10-1798)
- Samanouth (01-1799)
- El Arish (02-1799)
- Syène (02-1799)
- Jaffa (03-1799)
- Saint-Jean-d'Acre (03-1799)
- Mont-Thabor (04-1799)
- 2e Aboukir (07-1799)
- Damiette (11-1799)
- Héliopolis (03-1800)
- 3e Aboukir (03-1801)
- Mandora (03-1801)
- Canope (03-1801)
- Fort Jullien (04-1801)
- Le Caire (06-1801) (en)
- Alexandrie (08-1801)

2e Campagne d'Italie
- Vérone (03-1799)
- Magnano (04-1799)
- Cassano (04-1799)
- Mantoue (04-1799)
- Bassignana (05-1799)
- 1re Marengo (05-1799) (en)
- Modène (06-1799) (en)
- Trebbia (06-1799)
- 2e Marengo (06-1799) (en)
- Novi 1 (08-1799)
- Rome (09-1799)
- Mannheim (09-1799) (en)
- Novi 2 (10-1799) (en)
- Genola (11-1799)
- Gênes (04-1800)
- Sassello (04-1800) (en)
- Fort Bard (05-1800)
- Verceil (05-1800)
- Turbigo (05-1800)
- Montebello (06-1800)
- 3e Marengo (06-1800)
- Pozzolo (12-1800)

La bataille de Bergen, livrée le 19 septembre 1799, est une bataille de la campagne de Hollande qui s'est soldée par une victoire de l'armée franco-néerlandaise (composée de 12 000 Néerlandais et 10 000 Français) dirigée par les généraux Brune et Daendels, sur le corps expéditionnaire russo-britannique commandé par le duc d'York qui avait débarqué en Hollande-Septentrionale.

## Ordre de bataille
| Armée franco-batave (Brune) | Armée des coalisés (York) |
| --- | --- |
| Troupes françaises (Vandamme), 6 500 hommes 1re division (Gouvion) 4e demi-brigade de deuxième formation (Hinnisdal) 20e demi-brigade de deuxième formation (Aubrée) 51e demi-brigade de deuxième formation (Durutte) 66e demi-brigade de deuxième formation (Malher) Brigade d'Azémar 10e régiment de dragons 4e régiment de chasseurs à cheval 4 compagnies d'artillerie à pied 2e division (Reubell) Brigade Fuzier 49e demi-brigade de deuxième formation Paradis Brigade Simon Brigade Prévost 4e régiment de dragons (Dardenne) 1 compagnie d'artillerie à pied 2 compagnies d'artillerie à cheval 3e division d'infanterie (Desjardin) 15e demi-brigade de deuxième formation (Rivaud) 98e demi-brigade de deuxième formation (Osten) Brigade (?) 16e régiment de chasseurs à cheval 4e régiment de dragons 2 compagnies d'artillerie à pied 1 compagnie d'artillerie à cheval Brigade Rostollant (avant-garde) 3 bataillons et 2 escadrons Troupes bataves (Daendels), 12 000 hommes 1re division batave Daendels, 6 000 hommes Avant-garde (Crass) 1re brigade (Rietveld) 2e brigade (van Zuylen van Nyevelt) 2e division Dumonceau, 6 000 hommes Avant-garde (Gilquin) 1re brigade (Bonhomme (nl)) 2e brigade (Bruce) Réserve, 3 500 hommes 48e demi-brigade de deuxième formation 54e demi-brigade de deuxième formation 60e demi-brigade de deuxième formation 90e demi-brigade de deuxième formation (Grillot) 5e régiment de chasseurs à cheval | colonne gauche (Abercromby), 9 000 hommes 18e escadron de dragons légers 7e brigade (Pitt) 4e brigade (Moore) 6e brigade (Lambart (en)) Réserve (Macdonald) 1er bataillon de grenadiers 1er bataillon de compagnies légères 53e régiment à pied 55e régiment à pied Colonne centre-gauche (Pulteney), 5 000 hommes 11e hussard, 5e brigade (Don) 11e hussard, 3e brigade (Coote) Colonne centre-droit (Dundas), 6 500 hommes 11e hussard, 1re brigade de la garde (D'Oyley) 11e hussard, 2e brigade (Burrard) 11e hussard, 8e brigade (Prince William) colonne droite (forces russes) (Hermann von Fersen), 11 500 hommes Avant-garde (Sutthoff) Régiment de grenadier Saint-Pétersbourg (1 bataillon) 1re division (Jerebtsov) 1re brigade (Fersen) 2e brigade (Doubianski) 2e division (Essen) 1re brigade (Sedmoratsky) 2e brigade (d'Arbanev) 3e division (Emme (en)) Régiment d'artillerie (Kaptsevitch) Régiment de hussard (Gladki) Régiment de hussard (Chladov) Régiment de cosaques (Don) Régiment de cosaques (Ural) Complétée par les britanniques suivants : 7e escadron de dragons légers (hussards) 9e régiment à pied (Manners (en)) |

## Déroulement
Le duc d'York débarqua en Hollande-Septentrionale le 15 septembre, et prit le commandement d'une armée alors composée de 30 000 hommes et de 1 200 unités de cavalerie légère.
À ce moment précis, l'alliance anglo-russe disposait d'une armée supérieure en nombre à celle des franco-bataves. Les néerlandais, au nombre de 12 000, possédaient des positions solides autour de Langedijk, légèrement plus au nord que les Français qui en regroupant leurs contingents, avaient levé une armée composée de 10 000 hommes positionnés à Alkmaar, Bergen, Schoorl, et Egmond aan Zee.

### Un plan audacieux
Le duc d'York décida d'exploiter au plus vite sa supériorité numérique et se prépara en conséquence à une attaque sur un large front. Afin de comprendre les difficultés qui ont marqué cette bataille, il est nécessaire d'analyser la nature particulière de la zone où elle s'est déroulée. Du côté de la mer du Nord, la péninsule de Hollande-Septentrionale est bordée par des plages, et une large bande de dunes (à l'exception d'une courte section au sud de Petten, où seule une grande digue protège l'arrière-pays des inondations), le long desquelles se trouve une bande vallonnée pouvant être facilement traversée par une armée en marche. Plus loin à l'est, cependant, la nature des terrains diffère sensiblement, avec d'anciennes tourbières et des terres basses formées d'anciens lacs asséchés par les néerlandais au cours du XVIe siècle. Ces terres basses étaient entrecoupées de fossés et de canaux de drainages plus larges, utilisés pour la gestion de l'eau de la région, et qui constituaient des obstacles importants pour des troupes en mouvement, même lorsqu'elles étaient asséchées. L'inondation de ces cours d'eau par les ingénieurs néerlandais dans le but de réduire la liberté de mouvement des troupes anglo-russes connut une forte progression au gré de la campagne. Cependant, au moment où la bataille débuta le 19 septembre, les inondations n'avaient pas encore été effectuées, tant et si bien que les cours d'eau naturels constituaient toujours les principaux obstacles.

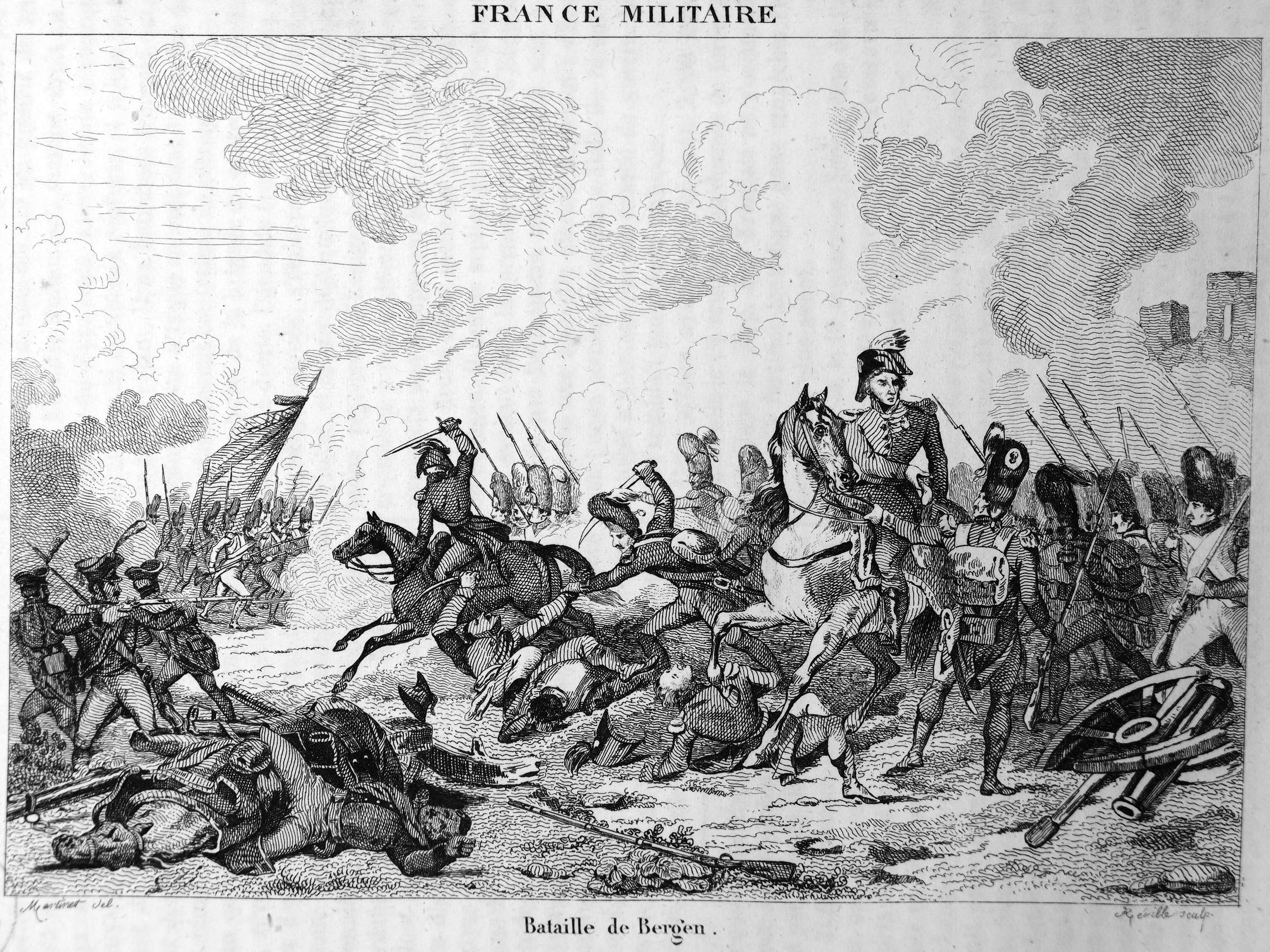
Capture du lieutenant-colonel Hermann à Bergen in France militaire... d'Abel Hugo.

Le duc d'York imagina un plan d'attaque audacieux, avec pour objectif de prendre en tenaille les troupes franco-bataves. Il divisa ainsi ses forces en quatre colonnes. Celle située le plus à droite, placée sous le commandement du général russe, Hermann se composait de 9 000 soldats russes et 2 500 troupes britanniques, et quitta Petten et Krabbendam, afin de rallier le village de Bergen. À ses côtés, un bataillon anglo-russe de 6 500 hommes, commandé par le lieutenant-général Dundas avait pour objectif de rejoindre Schoorldam. Le régiment suivant, formé de 5 000 hommes dirigés par le Lieutenant-General James Pulteney devait rallier la zone de Langedijk et les hameaux de Oudkarspel et Heerhugowaard. Enfin, la quatrième colonne, composée de 9 000 unités d'infanterie, et 160 cavaliers placés sous le commandement du lieutenant-général Abercromby, devait attaquer le flanc droit de l'armée franco-batave, en arrivant dans un premier temps à Hoorn puis en continuant en direction du sud vers Purmerend.

### Une mise en œuvre laborieuse
Malgré le caractère élaboré de la stratégie, l'exécution du plan par les Anglo-Russes fut désastreuse. L'offensive des troupes russes, qui était censée débuter à l'aube du 19 septembre, fut ainsi lancée vers trois heures du matin, dans une obscurité totale. Bien qu'elle parvint à prendre un avantage initial sur les troupes françaises, placées sur la partie gauche de l'armée franco-batave, et prises de court, l'armée russe subit également des pertes inutiles à cause de tirs alliés, l'obscurité empêchant de distinguer correctement les ennemis des alliés. Elle atteignit finalement Bergen, mais se heurta à une contre-attaque de renforts français, progressant vers le nord depuis Egmond aan Zee. Ces derniers menacèrent de prendre le front droit des troupes russes à revers en progressant le long de la plage. Les Russes, forcés de quitter Bergen, battirent en retraite de manière désordonnée vers leur point de départ, afin de se défendre contre cette menace. Dans la confusion, le général Hermann fut capturé. L'attaque en tenaille par l'aile droite se solda ainsi par un échec cuisant.
Après avoir lancé sa marche à l'aube, la colonne menée par le général Dundas (accompagné par le chef de l'état-major, le duc d'York) fut fortement ralentie dans sa progression par plusieurs cours d'eau difficiles à franchir, les Franco-bataves ayant supprimé plusieurs ponts. Alors qu'ils avançaient lentement vers Schoorldam, le général Dumonceau, chargé de la défense du hameau aux côtés de la seconde division batave, parvint à lancer une attaque de diversion sur les Russes pendant leur assaut sur Bergen, ce qui contribua à faire régner le désordre dans leurs rangs. Lorsque Dundas finit par atteindre Schoorldam, Dumonceau fut blessé par des tirs de mitraille. Le déroulement du combat du côté néerlandais à la suite de cet événement est inconnu, étant donné que le remplaçant de Dumonceau, le général Bonhomme ne prépara pas de rapport après à la bataille. Cependant, sa division fut contrainte de battre en retraite vers Koedijk dans le désordre. Malgré cela, les Britanniques ne furent pas en mesure de profiter de ce repli, en partie du fait d'une contre-attaque néerlandaise, mais surtout parce que les troupes russes situées sur le flanc droit furent aussi contraintes de se replier sous la forme d'une mesure d'arrière-garde des troupes de Frederick d'York et de Dundas.
La troisième colonne, commandée par les généraux Pulteney, George Don et Eyre Coote, fut également confrontée aux difficultés posées par le terrain. Elle fut ainsi contrainte d'emprunter une route située sur une digue, la Langedijk (« longue digue ») faisant office de frontière entre plusieurs polders. Sur le côté droit, la digue était flanquée d'un canal de drainage, tandis que plusieurs fossés situés de l'autre côté rendaient compliqué un déploiement des troupes. La route conduisait au village de Oudkarspel, où la première division batave du général Daendels avait entrepris plusieurs travaux (les Néerlandais se plaignirent cependant du fait que Brune avait interdit le développement de fortifications complètes, ce qui rendait la défense du hameau plus difficile). La première attaque de ce point d'appui par Pulteney se traduisit par un désastre, les Anglais ayant pris la fuite en toute hâte pour pouvoir se mettre à l'abri derrière une autre digue, sous le feu des tirs d'artillerie néerlandais. Plusieurs autres attaques frontales des Britanniques se soldèrent également par des pertes humaines importantes, alors que les tentatives d'encerclement se heurtèrent à la présence du canal. Cependant, le général Daendels commit l'erreur d'ordonner une sortie de sa redoute avec 100 grenadiers. Non seulement celle-ci fut facilement repoussée, mais elle permit également aux Anglais de pénétrer les positions néerlandaises, et de les mettre en déroute. Ce repli ne fut stoppé qu'au bout de la Langedijk, les tirs d'artillerie britanniques causant de lourdes pertes. Cependant, alors que Daendels se préparait à mener une contre-attaque avec un unique bataillon de grenadiers, les Anglais avaient déjà battus en retraite au niveau de leurs positions initiales, après que la débâcle du reste de l'armée sur le flanc droit fut connu. Sans parvenir à progresser sur le plan du terrain, les Britanniques causèrent d'importantes pertes aux Néerlandais, et firent de nombreux prisonniers.
Enfin, la longue marche de la quatrième colonne dirigée par le général Abercromby ne fit face à aucune opposition. Il atteignit Hoorn sans accrochage, et parvint à prendre d'assaut la garnison mal gardée dans la ville. Hoorn fut occupée, et ses habitants arborèrent brièvement les couleurs du stadthouder. Cependant, la marche vers le sud à partir de Hoorn, qui était l'objectif premier de la manœuvre, et devait permettre à Abercromby de prendre le flanc droit de l'armée franco-batave se révéla impossible en raison des obstacles préparés par les locaux (ce qui expliquait par ailleurs la facilité de la marche jusqu'à Hoorn). Après la retraite des autres colonnes, Abercromby reçut l'ordre d'évacuer Hoorn et de regagner son point de départ de la même manière. Les habitants de Hoorn abaissèrent alors de nouveau leurs drapeaux orange. Les progrès d'Abercromby furent ainsi totalement vains, et l'auraient de toute façon été même si l'attaque sur le flanc droit avait réussi. Une route plus directe, et parsemée de moins d'obstacles aurait peut-être augmenté les chances de succès.

### Des pertes significatives
En définitive, aucun des deux camps ne prit l'ascendant en termes de possessions territoriales. Cependant, les pertes humaines furent significatives pour les deux camps, dans des propositions similaires.
Chez les Franco-bataves, 1 050 soldats furent tués. Plus de 2 000 soldats, dont 60 officiers furent blessés ou prisonniers. Environ 60 canons furent capturés.
Dans les rangs britanniques, 6 officiers, 2 sergents, 109 fantassins trouvèrent la mort et 43 officiers, 20 sergents, 2 batteurs, 345 fantassins furent blessés. En outre 22 sergents, 5 batteurs, 463 fantassins, furent portés disparus. Les pertes furent encore plus lourdes chez les Russes, avec 1 741 sous-officiers et fantassins et 44 officiers morts ou capturés, et 1 225 blessés (dont 49 officiers).

## Conséquences
Mis au courant de la débâcle des troupes russes alors qu'il se trouvait à Hambourg, Mikhaïl Koutouzov, général en chef des armées de Russie, sous le règne du tsar Alexandre Ier, parti en urgence de Saint-Pétersbourg pour rejoindre le front jugea la bataille perdue, et retourna en Russie.
Les républicains reprirent le contrôle de l'ensemble des zones dont ils furent évincés, et renforcèrent leurs lignes de défense principales avec des canaux inondés tandis que l'unique route d'accès était fortifiée. La zone située entre Alkmaar et le Zuiderzee devint ainsi facilement défendable par une petite armée, et Amsterdam fut protégée d'une attaque dans l'arrière-pays. Le reste de l'armée, renforcé par plusieurs bataillons, se concentrait alors entre la Langedijk et la mer, et le poste de Oudkarspel fut renforcé par des remparts supplémentaires, ainsi que par des inondations de cours d'eau. Schoorldam et Koedijk furent également fortifiées. La principale bataille qui suivit eut lieu à Castricum, le 6 octobre.

## Sources
- (nl) C.R.T. Krayenhoff, Geschiedkundige Beschouwing van den Oorlog op het grondgebied der Bataafsche Republiek in 1799, University of Michigan Library, 1832, 528 p. (ISBN 1151609498) (version en ligne sur Google Books : )
- (en) Great Britain. War Office. Intelligence Division, British minor expeditions. 1746 to 1814, London, Printed under the superintendence of H. M. Stationery off., coll. « New York Public Library », 1884 (lire en ligne)
- Dessin de la bataille de Bergen. 19.09.1799. D. Milutin. l'Histoire de la Guerre de 1799. SPb, 1857